# Видвил (Вирџинија)
Видвил (енгл. Wytheville) град је у америчкој савезној држави Вирџинија. По попису становништва из 2010. у њему је живело 8.211 становника.

## Демографија
Према попису становништва из 2010. у граду је живело 8.211 становника, што је 407 (5,2%) становника више него 2000. године.
| Група             | 2000.         | 2010.         |
| Белци             | 7.046 (90,3%) | 7.271 (88,6%) |
| Афроамериканци    | 561 (7,2%)    | 606 (7,4%)    |
| Азијати           | 55 (0,7%)     | 78 (0,9%)     |
| Хиспаноамериканци | 64 (0,8%)     | 115 (1,4%)    |
| Укупно            | 7.804         | 8.211         |